# José Joaquim da Rosa Coelho
José Joaquim da Rosa Coelho (Lisboa (Mercês), 5 de setembro de 1773 — Lisboa (Santa Catarina), 19 de dezembro de 1833) foi um oficial general da Armada Portuguesa que se destacou como um dos principais comandantes das forças navais miguelistas durante a Guerra Civil Portuguesa.

## Biografia
Filho de Agostinho da Rosa Coelho. Assentou praça na Armada, como guarda-marinha, a 6 de dezembro de 1784, sendo promovido a tenente-do-mar (equivalente a primeiro-tenente em 17 de dezembro de 1789. No prosseguimento da sua carreira naval, foi promovido a capitão-tenente em 16 de dezembro de 1793, a capitão-de-fragata em 20 de outubro de 1796 e a capitão-de-mar-e-guerra em 27 de julho de 1804. Comandou a nau São Sebastião de 3 de janeiro de 1812 a 31 de julho de 1812.
Em 1813, no final da Guerra Peninsular, ao comando da fragata Pérola, representou o Reino de Portugal na celebração do Tratado entre Portugal e a Argélia, concluído a 13 de julho de 1813. Aquele tratado resultou das deslocações a Argel de James Scarnichia e Joaquim José da Rosa Coelho. O primeiro dirigiu-se por duas vezes, no ano de 1810, à capital da regência argelina e o segundo esteve lá no ano de 1813. Como agradecimento, em 17 de dezembro de 1813, foi promovido por distinção ao posto de chefe-de-divisão.
Foi nomeado em 1814 comandante da fragata Fénix. Em 1818 foi nomeado para o cargo de Intendente da Marinha no Porto e em 1819 foi graduado em chefe-de-esquadra. Fiel à causa absolutista, foi um dos principais comandantes das forças navais portuguesas ao serviço da causa miguelista. Foi nomeado pelo governo miguelista para o comanda a nau D. João VI, uma das principais unidades navais miguelistas.
Em 1829, no contexto da Guerra Civil Portuguesa, como comandante da nau D. João VI, navio chefe da expedição enviada aos Açores com o objectivo de fazer o bloqueio e eventualmente submeter a ilha Terceira, foi enviado para as águas da ilha Terceira com a missão de impor um rigoroso bloquei naval à ilha. Este bloqueio era comandado por Rosa Coelho, que recebera do Conde de Basto as seguintes instruções: «Se acontecer que venham à vista da ilha Terceira alguma ou algumas embarcações de guerra, ou mercantes, brasileiras, ou de outra qualquer nação, transportando reforços de gente aos rebeldes, que atualmente ocupam a ilha Terceira, ser-lhes-há estorvada a entrada à viva força. — Se porém em algum destes navios vier a Sereníssima Senhora Princesa D. Maria da Glória, deve haver o cuidado de esgotar toda a consideração e respeito, devido a tão alta jerarquia, intimando com toda a consideração e respeito que a ilha Terceira estando em rigoroso bloqueio por ordem de El-Rei nosso Senhor, o Senhor D. Miguel I, deve S. A. retirar-se dessas águas, e dirigir-se para onde quiser, contanto que não seja para algum dos domínios da Coroa de Portugal. — Sendo desatendida esta intimação, e sendo o navio em que ela vier acompanhado por outros, que tentem sustentar a ideia de forçar o bloqueio, serão estes logo metidos a pique; esperando que esta operação sirva de exemplo ao navio em que vier S. A. para ceder à intimação, que antes lhe deve ter sido feita. — Caso que isto mesmo não obste, e que este navio persista na determinação de tentar a entrada, procurará V. Ex.ª com a sua força fazer-lhe as hostilidades parciais até que se desengane que não cederá, e então nesse caso fazer-lhe-há sofrer a sorte dos outros, fazendo preservar, se possível for, a vida da Senhora Princesa do Grão Pará.»
No dia 11 de agosto de 1829, comandou a força que tentou tomar de assalto a ilha Terceira. Nesse dia fracassou a tentativa de desembarque no areal da vila da Praia, combate que ficaria conhecido por Batalha da Praia. A vitória liberal obrigou à retirada da esquadra comandada por Rosa Coelho para a ilha de São Miguel e depois para Lisboa. Esta vitória valeria, em 1837, depois de terminada a guerra, a atribuição do nome «Praia da Vitória» à antiga vila da Praia, hoje cidade da Praia da Vitória.
A 12 de setembro de 1831 foi nomeado Major-General da Armada, cargo que exerceu até 14 de novembro de 1832. Aprisionado quando as tropas liberais entraram em Lisboa, a 24 de julho de 1833, ficou detido inicialmente no Castelo de São Jorge, mas devido ao seu precário estado de saúde foi autorizada a sua transferência para prisão domiciliária, onde faleceu pouco depois, em 19 de dezembro de 1833.